# Linkebeek
Linkebeek is een plaats en faciliteitengemeente in de Belgische provincie Vlaams-Brabant. De gemeente ligt in de Brusselse Rand, is vergroeid met de Brusselse agglomeratie en wordt gerekend tot de streek Zennevallei. Deze verstedelijkte woongemeente met villawijken telt ruim 4.600 inwoners en is voor een groot deel verfranst.

## Toponymie
De gemeente dankt haar naam aan de gelijknamige beek. Het woorddeel Link is afkomstig uit het Oudgermaans en betekent bocht. Het woord beek spreekt voor zich. De beek beschrijft inderdaad een brede boog van een halve cirkel waarbinnen Linkebeek-dorp ligt.
Het toponiem Linkebeek komt voor het eerst voor in een schenkingsakte uit 1190, die de kerk en het patronaatsrecht afstond aan de abdij van Vorst, maar het grondgebied was al veel vroeger bewoond.

## Geschiedenis
De geschiedenis van Linkebeek toont veel gelijkenis met deze van de omliggende gemeenten. Bijzonder is het bezoek van Karel de Stoute waardoor de kerk een bedevaartsoord werd ter ere van Sint-Sebastiaan. Tot halverwege de 18e eeuw werd de gemeente doorkruist door handelswegen tussen Brussel en Wallonië. Later verloor zij deze functie en werd zij een buitenbeentje in de streek.

### Neolithicum
Nabij het Kleetbos werden heel wat silexvoorwerpen uit het vroege neolithicum (± 5000 v.Chr.) gevonden en het diepe Wijnbrondal is een typische laat-neolithische weg (± 2000 v.Chr.).

### Gallo-Romeinse periode
Uit de Keltische periode dateren de namen Kellebron, Koekelbeek en Kalevoet. Twee munten uit de Laatromeinse tijd werden ontdekt nabij de spoorweghalte Linkebeek.

### Middeleeuwen
Op de plaats van de huidige kerk bevond zich oorspronkelijk een burchtkapel – een uitzichttoren met crypte – van waaruit men de beekvallei kon overschouwen. Ze behoorde tot het grafelijk domein Homborch (Ukkel). Vermoedelijk naar het einde van de 10e eeuw, toen de residentie Ukkel-Homborch haar invloed verloor aan Leuven en Brussel, werd de parochie Sint-Sebastiaan opgericht. Volgens een tekst uit 1467 wordt dit in verband gebracht met graaf Godfried met de Baard maar dit is historisch onjuist. Ook de site waar het administratief centrum ligt, werd afgestaan aan de nieuwe parochie.
In de middeleeuwen was Linkebeek een doorgangsgemeente tussen Brussel en Wallonië, via de priorij van Zevenborren en de abdij van Nijvel. De vele holle wegen en een ingewikkeld wegennet zijn hiervan een overblijfsel. Zoals elders in de omgeving zal Linkebeek in de Karolingische tijd grotendeels bosvrij geweest zijn want de grond was er vruchtbaar. Na deze eerste ontginning gebeurde verdere ontbossing onder Hendrik I (1165–1235), waarbij enkele hoeven aan de grens met Beersel en Sint-Genesius-Rode ontstonden. Meteen werden de kleinere bosjes definitief afgesneden van het Zoniënwoud, dat nog enkel tot aan zuidoostelijke grens reikte. De laatste grote kap gebeurde onder het Verenigd Koninkrijk der Nederlanden (± 1825), toen het Zoniënwoud verder werd teruggedrongen.
Hoogtepunt in de geschiedenis was het bezoek van Karel de Stoute en zijn gevolg aan de Sint-Sebastiaan in 1469. Hij stichtte de Broederschap van Sint-Sebastiaan, die ressorteerde onder de abdij van Vorst. Bij die gelegenheid schonk de hertog ook het nog steeds bewaarde guldenboek van de broederschap. In zijn spoor volgden gedurende bijna twee eeuwen een hele reeks pelgrims, zowel edelen als lieden van gewone afkomst.
Tot het einde van de 14e eeuw hing Linkebeek af van de hertogen van Brabant. In 1391 viel het onder één schepenbank met Alsemberg, Beersel, Dworp en Sint-Genesius-Rode. Geleidelijk raakte Linkebeek, ondanks haar kleine oppervlakte (415 ha), versnipperd over een zestal rechtsgebieden. Jan Albert van den Winckele bracht alles in 1626 samen tot één heerlijkheid, die hij twee jaar later samenvoegde met Alsemberg en Sint-Genesius-Rode. Hij had in Linkebeek slechts een speelhuis. Het huidig “kasteel” werd pas gebouwd in 1869.

### Moderne tijd
De aanleg van de Alsembergsesteenweg in 1742 bracht ingrijpende verandering, omdat hij het dorp volledig links liet liggen. De eens zo belangrijke doorgangsgemeente raakte afgelegen en vergeten. Ook de pelgrims bleven achterwege, op een korte heropleving in 1848 na, toen cholera het land teisterde: pelgrims uit Halle schonken toen heel wat voorwerpen als dank voor de bescherming van Sint-Sebastiaan.
Ondertussen was in de Franse tijd een einde gekomen aan de feodaliteit. De laatste vrouwe van Linkebeek was Maria Barbara Josepha de Man de Speelhoven, dochter van de heer van Lennik. Linkebeek en Lennik hebben daardoor, op de vorm na, hetzelfde wapenschild: een rode keper in een wit veld met daarbij drie zwarte koppen, die elk met een rood lint omwonden zijn. De drie mannenkoppen verwijzen naar de familienaam “de Man”, de zwarte kleur zou enkel een esthetisch modeverschijnsel zijn als contrast op de zilveren achtergrond van hun schild.
De spoorlijn Brussel-Nijvel-Charleroi, aangelegd in 1873, sneed de gemeente in twee grote delen. Tegelijk bracht de trein vele wandelaars naar het mooie Linkebeek, zodat het toerisme er bloeide tussen pakweg 1890 en 1950. De gemeente was toen bezaaid met cafés, restaurants en zelfs hotels.
De tweede helft van de 20e eeuw werd gekenmerkt door een ware volksverhuizing: gegoede gezinnen, vooral uit Brussel en Wallonië, streken in Linkebeek neer, zodat de grondprijzen de hoogte in schoten en de eigen inwoners met lede ogen zagen hoe hun kinderen het dorp moesten verlaten. Dit bracht heel wat spanningen mee vermits de meeste inwijkelingen zich apart gingen groeperen. Een spijtige taalstrijd was er het gevolg van.
Linkebeek telde ooit verschillende bakkerijen waar men brood bakte om in Brussel aan de man te brengen. Vandaar wellicht dat de Linkebekenaren spottend Moelieduivers werden genoemd . Een legende verhaalt dat, tijdens een kermis, een bultenaar in de moelie (bakkerstrog) werd geduwd. Men plaatste het deksel erop en, na een wilde dans, haalde men het er terug af; maar de arme man was gestorven.
De villa van de kunstschilder Jules Lismonde, is een zeer actief cultureel centrum geworden.
De surrealist Paul Delvaux schilderde verschillende keren het station Linkebeek, dat in de jaren 1980 werd gesloopt.

## Geografie

### Kernen
De gemeente telt geen deelgemeenten. In het oosten van de gemeente ligt het gehucht Holleken, met een eigen station. Net als Linkebeek stond Holleken al genoteerd op de Ferrariskaart aan het einde van de 18e eeuw en lag het toen al rond de Galgendries.

### Verkeer en vervoer
Linkebeek telt twee treinstations langs spoorlijn 124 tussen Brussel en Charleroi: het station Linkebeek nabij het centrum en het station Holleken in het oosten van de gemeente. Het station Moensberg op spoorlijn 26 in Ukkel ligt op slechts 200 meter van de gemeentegrens. In het uiterste noordwesten van de gemeente, bij Kalevoet, heeft de Brusselse tram zijn eindhalte (tram 51, halte "Van Haelen"). Eindpunt "Linkebeek station" van Brusselse stadsbus 37 bevindt zich in het uiterste zuiden van Ukkel, enkele meters af van NMBS station Linkebeek.
Via Drogenbos en Beersel is de E19 te bereiken in respectievelijk noordelijke en zuidelijke richting.

## Bezienswaardigheden

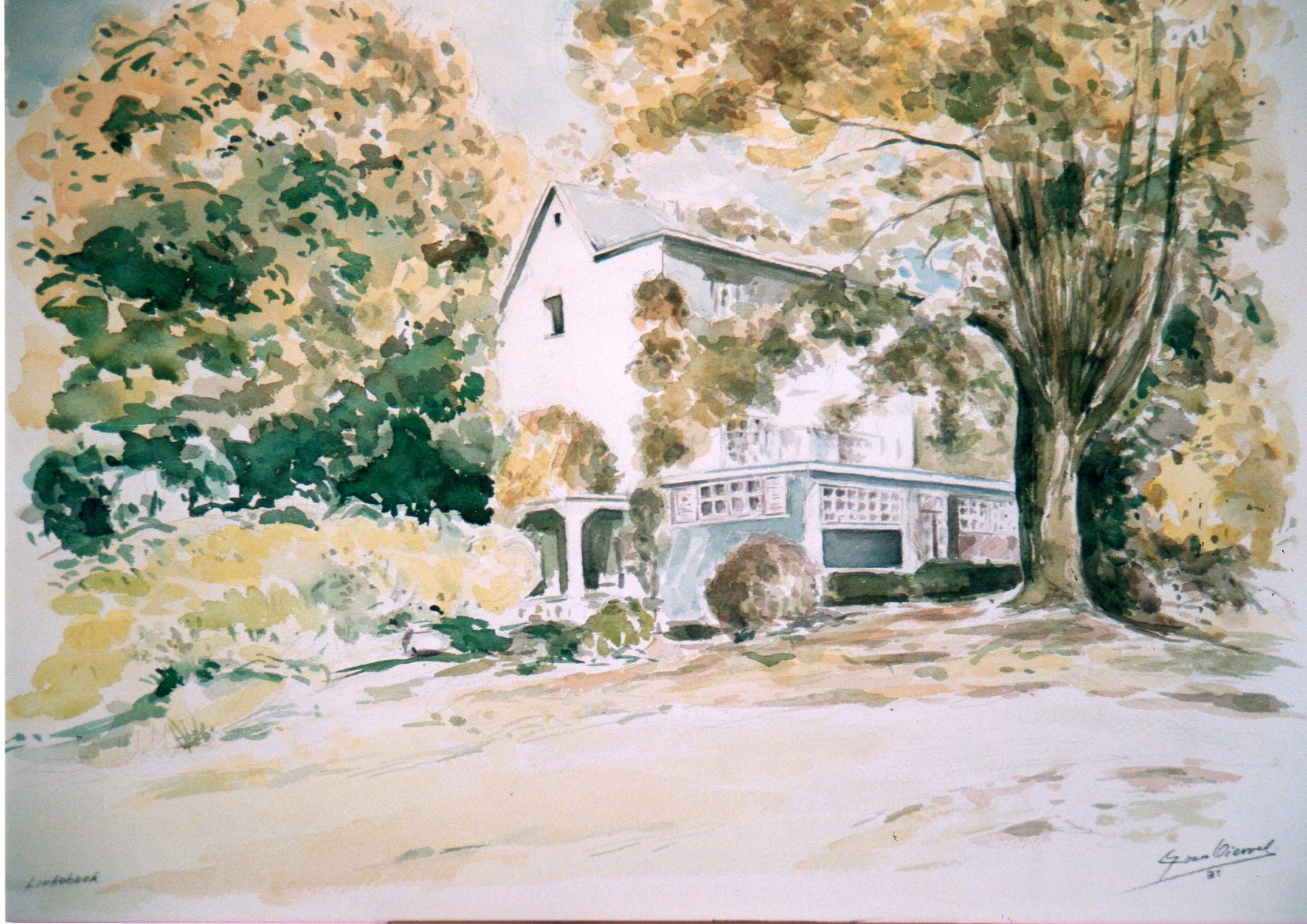
Villa van de kunstschilder Lismonde in Linkebeek, aquarel door Léon van Dievoet, 1981.

- De driebeukige classicistisch bakstenen Sint-Sebastiaanskerk van 1773–1778
- De Pastorie van 1733
- Het Kasteel van Linkebeek aan het Kerkveld
- De Roze molen uit de 19e eeuw, te Ukkel op de grens met Linkebeek
- De Molen Menu
- De Nedermolen
- Het Hof te Perck (1772)
- De Wijkkapel Sint-Franciscus Xaverius in de wijk 't Holleken (1962, architect Lucien Kroll) aan Boesdaal 6, buiten gebruik geraakt en gesloopt.[1]

## Natuur en landschap
Linkebeek ligt op een hoogte van 42-112 meter. Het is deels een villadorp dat zich bevindt aan de zuidrand van de Brusselse agglomeratie. De belangrijkste natuurgebieden zijn:
- Het Wijnbrondal
- Het Kleetbos en Park Schaveys
- Het Verrewinkeldal met gelijknamige beek

## Demografische ontwikkeling
- Bronnen:NIS, Opm:1831 tot en met 1981=volkstellingen; 1990 en later= inwonertal op 1 januari

| Inwoners van jaar tot jaar op 1 januari 1992 tot heden | Inwoners van jaar tot jaar op 1 januari 1992 tot heden | Inwoners van jaar tot jaar op 1 januari 1992 tot heden |
| jaar                                                   | Aantal                                                 | Evolutie: 1992=index 100                               |
| ------------------------------------------------------ | ------------------------------------------------------ | ------------------------------------------------------ |
| 1992                                                   | 4.592                                                  | 100,0                                                  |
| 1993                                                   | 4.625                                                  | 100,7                                                  |
| 1994                                                   | 4.592                                                  | 100,0                                                  |
| 1995                                                   | 4.663                                                  | 101,5                                                  |
| 1996                                                   | 4.647                                                  | 101,2                                                  |
| 1997                                                   | 4.630                                                  | 100,8                                                  |
| 1998                                                   | 4.681                                                  | 101,9                                                  |
| 1999                                                   | 4.700                                                  | 102,4                                                  |
| 2000                                                   | 4.751                                                  | 103,5                                                  |
| 2001                                                   | 4.747                                                  | 103,4                                                  |
| 2002                                                   | 4.783                                                  | 104,2                                                  |
| 2003                                                   | 4.797                                                  | 104,5                                                  |
| 2004                                                   | 4.770                                                  | 103,9                                                  |
| 2005                                                   | 4.758                                                  | 103,6                                                  |
| 2006                                                   | 4.759                                                  | 103,6                                                  |
| 2007                                                   | 4.710                                                  | 102,6                                                  |
| 2008                                                   | 4.721                                                  | 102,8                                                  |
| 2009                                                   | 4.767                                                  | 103,8                                                  |
| 2010                                                   | 4.755                                                  | 103,5                                                  |
| 2011                                                   | 4.805                                                  | 104,6                                                  |
| 2012                                                   | 4.787                                                  | 104,2                                                  |
| 2013                                                   | 4.807                                                  | 104,7                                                  |
| 2014                                                   | 4.792                                                  | 104,4                                                  |
| 2015                                                   | 4.745                                                  | 103,3                                                  |
| 2016                                                   | 4.752                                                  | 103,5                                                  |
| 2017                                                   | 4.722                                                  | 102,8                                                  |
| 2018                                                   | 4.760                                                  | 103,7                                                  |
| 2019                                                   | 4.671                                                  | 101,7                                                  |
| 2020                                                   | 4.696                                                  | 102,3                                                  |
| 2021                                                   | 4.739                                                  | 103,2                                                  |
| 2022                                                   | 4.709                                                  | 102,5                                                  |
| 2023                                                   | 4.640                                                  | 101,0                                                  |
| 2024                                                   | 4.674                                                  | 101,8                                                  |
| 2025                                                   | 4.646                                                  | 101,2                                                  |

## Politiek

### Burgemeesterskwestie
Na de verkiezingen van oktober 2006 haalde de Franstalige partij van Damien Thiéry de absolute meerderheid van de stemmen en zetels. De Vlaamse regering weigerde Thiéry echter te benoemen omdat hij meermaals de taalwetten overtreden had, zo bleef Thiéry gedurende de volle zes jaar slechts waarnemend burgemeester. Na de verkiezingen van oktober 2012 behaalde de Franstalige eenheidslijst nog een grotere absolute meerderheid, maar de Vlaamse regering wilde Thiéry nog steeds niet erkennen. Thiéry stapte tot tweemaal toe naar de Raad van State, maar zij gaven de Vlaamse overheid tweemaal gelijk.
In september 2015 – terwijl de zaak al meer dan acht jaar aansleepte – besliste Vlaams minister van Binnenlands Bestuur Liesbeth Homans (N-VA) om deze patstelling te beëindigen en Yves Ghequière (de tweede op de lijst van de Franstalige meerderheid) te benoemen, maar deze weigerde dit te aanvaarden. De Franstaligen gaven bovendien te kennen dat niemand van de verkozenen op die lijst de voordracht van burgemeester zal aanvaarden.
Begin oktober 2015 stelde Homans dan Eric De Bruycker aan, een van de slechts twee Nederlandstaligen in de gemeenteraad en dus lid van de oppositie. De Bruycker legde de eed af op 5 oktober, maar zei wel onmiddellijk dat hij het enkel zou willen doen wanneer de Franstaligen met hem zouden willen samenwerken. De benoeming zorgde voor heel wat boze reacties aan Franstalige kant, waaronder bij de MR, de partij van Thiéry die in de federale regering samen met onder meer N-VA een coalitie vormt. De PS en CDH hadden het zelfs over een "democratische staatsgreep". Homans zelf zei dat ze gewoon de Vlaamse wetgeving toepaste en dat ze hoopte dat de Franstaligen en Nederlandstaligen met elkaar zouden willen samenwerken, in het belang van de inwoners.
De daaropvolgende gemeenteraad, om 20 uur op diezelfde vijfde oktober, verliep bijzonder woelig. Thiéry werd door een grote groep van de voornamelijk Franstalige inwoners toegejuicht, terwijl kersverse burgemeester De Bruycker werd uitgejouwd. Tegelijk waren er ook heel wat Vlaamsgezinden aanwezig, zoals een delegatie van het Taal Aktie Komitee, die de slogan "Nederlands, Nederlands, Nederlandsǃ" scandeerde in de gemeenteraadszaal. De politie moest heel wat volk de toegang ontzeggen omdat "er te veel volk binnen was" en na twintig minuten werd de zitting geschorst omdat de Franstalige meerderheid de zaal vroegtijdig verliet.
Op 26 oktober riepen de Franstalige raadsleden de gemeenteraad bijeen om het ontslag van De Bruycker te eisen. Nadat deze hier niet op inging, namen de 13 Franstalige raadsleden collectief ontslag om tussentijdse gemeenteraadsverkiezingen af te dwingen. De Bruycker bleef weliswaar de wettige burgemeester van Linkebeek.
Op 9 november besliste de gemeenteraad om nieuwe verkiezingen uit te schrijven voor 13 december. Deze verkiezingen waren enkel voor de zetels van de 13 Franstalige raadsleden die ontslag namen; de burgemeester en het tweede Nederlandstalige raadslid bleven in functie. Enkele dagen later – op 15 november – nam De Bruycker ontslag. Hij blijft echter in functie tot er een opvolger is. Ook besliste Prolink, de Nederlandstalige partij van De Bruycker, om geen lijst in te dienen bij de gemeenteraadsverkiezingen en op te roepen blanco te stemmen. De verkiezingen van 13 december 2015 resulteerden in een status quo: de Franstalige lijst won alle 13 de zetels. Ongeveer 15% van de kiezers daagden echter niet op en ongeveer 13% stemde blanco.
Op 29 februari 2016 droeg de gemeenteraad van Linkebeek opnieuw Damien Thiéry voor als kandidaat-burgemeester. Vlaams minister van Binnenlands Bestuur Liesbeth Homans (N-VA) verklaarde al dat ze dit zou weigeren. Nadat de Raad van State begin 2017 Thiery definitief afwees, werd Thiéry's partijgenoot Yves Ghequière voorgedragen, maar nadat ook die de taalwetgeving overtrad in maart 2017, door als tijdelijk voorzitter van de gemeenteraad Frans als voertaal te tolereren, weigerde Homans ook hem te benoemen. In mei 2017 droegen de Franstaligen Valérie Geurinckx voor als alternatief. In juli 2017 werd ze aangesteld.

### Burgemeesters
- 1798–1801: Georges Augustin van Keerberghen
- 1801–1805: Jaak van Keerberghen
- 1807–1813: Guillaume van Tassel
- 1813–1815: Gillis van den Plas
- 1815–1823: onbekend
- 1823–1830: François de Roest d'Alkemade (tevens burgemeester van Alsemberg)
- 1830–1835: Daniel Thielemans
- 1835–18..: Pieter Kuyckens
- 18..–1845: Egide de Ridder
- 1845–1868: J.B. Coosemans
- 1868–1874: Jules Joseph baron d'Anethan
- 1874–1886: Frans Cuyckens
- 1886–1912: Hendrik Frans Felix Coosemans
- 1912–1915: Gillis Berckmans
- 1915–1920: Frans Albert
- 1920–1929: Kamiel Berghmans
- 1929–1938: Pol Theunissen
- 1938–1947: Louis Frans van den Bogaert
- 1947–1953: Louis Day
- 1954–1956: Joseph Vander Wee (eerste termijn)
- 1956–1958: Godefried Vandebroeck (eerste termijn)
- 1959–1964: Louis Van den Bogaert
- 1965–1970: Godefried Vandebroeck (tweede termijn)
- 1971–1976: Joseph Vander Wee (tweede termijn)
- 1977–1989: Roger Thiéry
- 1989–1993: Christian Liétar
- 1993–2006: Christian Van Eyken
- 2006–2006: Marc De Neef
- 2007–2015: Damien Thiéry (waarnemend)
- 2015–2017: Eric De Bruycker
- 2017–2018: Valérie Geeurickx
- 2019–heden: Yves Ghequière

### Resultaten gemeenteraadsverkiezingen sinds 1976
| Partij               | Partij                         | 10-10-1976 | 10-10-1976 | 10-10-1982 | 10-10-1982 | 9-10-1988 | 9-10-1988 | 9-10-1994 | 9-10-1994 | 8-10-2000 | 8-10-2000 | 8-10-2006 | 8-10-2006 | 14-10-2012 | 14-10-2012 | 14-10-2018 | 14-10-2018 | 13-10-2024 | 13-10-2024 |
| Stemmen / Zetels     | Stemmen / Zetels               | %          | 15         | %          | 15         | %         | 15        | %         | 15        | %         | 15        | %         | 15        | %          | 15         | %          | 15         | %          | 15         |
| -------------------- | ------------------------------ | ---------- | ---------- | ---------- | ---------- | --------- | --------- | --------- | --------- | --------- | --------- | --------- | --------- | ---------- | ---------- | ---------- | ---------- | ---------- | ---------- |
|                      | Link@venir                     | -          |            | -          |            | -         |           | -         |           | -         |           | -         |           | -          |            | 46,0       | 7          | -          |            |
|                      | Activ'                         | -          |            | -          |            | -         |           | -         |           | -         |           | -         |           | -          |            | 20,6       | 3          | -          |            |
|                      | Ensemble-LKB-Samen1 / 1630LKB2 | -          |            | -          |            | -         |           | -         |           | -         |           | 59,841    | 10        | -          |            | 33,41      | 5          | 41,52      | 6          |
|                      | L.B.                           | 49,1       | 10         | 66,34      | 11         | 70,19     | 12        | 75,49     | 11        | 75,9      | 12        | 24,03     | 3         | 79,11      | 13         | -          |            | 58,5       | 9          |
|                      | L.K.20001 / Prolink2           | -          |            | 25,81      | 4          | 21,771    | 3         | 21,341    | 4         | 24,11     | 3         | 16,131    | 2         | 20,892     | 2          | -          |            | -          |            |
|                      | LB76                           | 26         | 4          | -          |            | -         |           | -         |           | -         |           | -         |           | -          |            | -          |            | -          |            |
|                      | UNIE                           | -          |            | -          |            | -         |           | 3,16      | 0         | -         |           | -         |           | -          |            | -          |            | -          |            |
|                      | SLB-VGE                        | -          |            | -          |            | 8,04      | 0         | -         |           | -         |           | -         |           | -          |            | -          |            | -          |            |
|                      | BSP-PSB1 / PS2                 | 9,681      | 1          | 7,862      | 0          | -         |           | -         |           | -         |           | -         |           | -          |            | -          |            | -          |            |
|                      | POL                            | 7,68       | 0          | -          |            | -         |           | -         |           | -         |           | -         |           | -          |            | -          |            | -          |            |
|                      | E Front                        | 4,18       | 0          | -          |            | -         |           | -         |           | -         |           | -         |           | -          |            | -          |            | -          |            |
|                      | PSC                            | 3,35       | 0          | -          |            | -         |           | -         |           | -         |           | -         |           | -          |            | -          |            | -          |            |
| Totaal stemmen       | Totaal stemmen                 | 3003       | 3003       | 3084       | 3084       | 3046      | 3046      | 2937      | 2937      | 2954      | 2954      | 3066      | 3066      | 2925       | 2925       | 2988       | 2988       | 2330       | 2330       |
| Opkomst %            | Opkomst %                      |            |            |            |            | 91,75     | 91,75     | 90,09     | 90,09     | 89,38     | 89,38     | 91,22     | 91,22     | 88,45      | 88,45      | 89,2       | 89,2       | 72,0       | 72,0       |
| Blanco en ongeldig % | Blanco en ongeldig %           | 3,7        | 3,7        | 3,47       | 3,47       | 3,64      | 3,64      | 5,24      | 5,24      | 5,04      | 5,04      | 2,54      | 2,54      | 3,3        | 3,3        | 4,3        | 4,3        | 2,8        | 2,8        |

 Bronnen: 1976-2000: Verkiezingsdatabase Binnenlandse Zaken // 2006-2012: https://www.nieuwsblad.be/regio/gemeente/1630_Linkebeek/index.aspx?categorie=456
De rode cijfers naast de gegevens duiden aan onder welke naam de partijen telkens bij een verkiezing opkwamen.

De zetels van de gevormde meerderheid staan vetjes afgedrukt. De grootste partij is in kleur.

## Cultuur

### Taal
- Resultaten van de talentelling per faciliteitengemeente

## Religie en levensbeschouwing

### Katholieke kerk
Sint-Sebastiaan is de patroonheilige van de gemeente, die in de gelijknamige Sint-Sebastiaanskerk wordt vereerd en aanbeden.

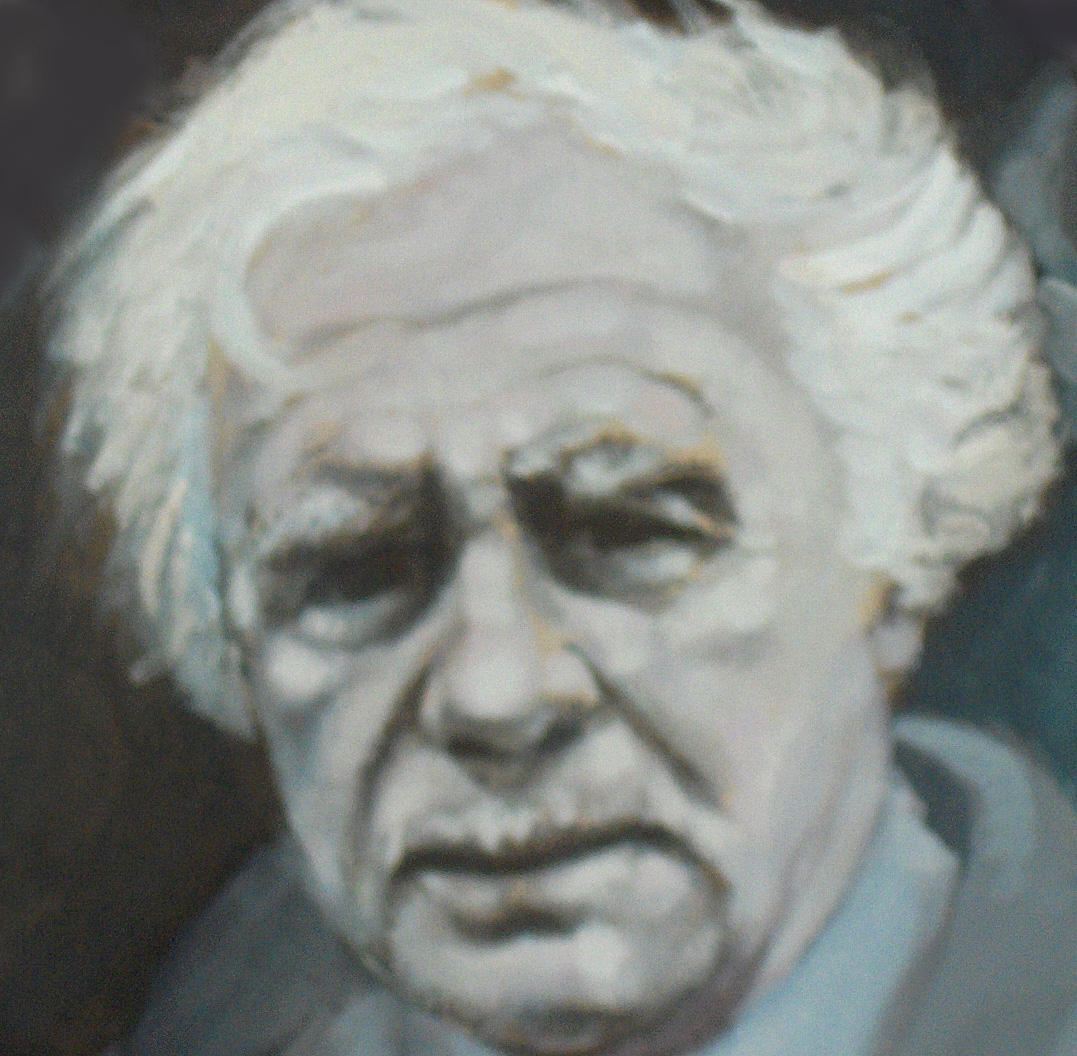
Portret van Lismonde door Willy Bosschem, 1985

## Bekende Linkebekenaars
- Rodolphe Wytsman (1860–1927), schilder
- Juliette Wytsman (1866–1925), schilder
- Hubert Van den Bossche (1874-1957), kunstschilder
- Herman Teirlinck (1879–1967), schrijver
- Jehan Frison (1882–1961), schilder en graveur
- Gertrude Claes (1890–1954), schilder
- Dolf Ledel (1893-1976), beeldhouwer
- Joseph Vander Wee (1902-1978) atleet
- Jules Lismonde (1908–2001), schilder, graficus en tekenaar
- Jacques de Duve (1911-1978), verzetstrijder
- André Delvaux (1926–2002), filmregisseur
- Robert Brout (1928–2011), natuurkundige
- Roger Thiéry (1931-1989), politicus
- Christian Liétar (1942-2012}, politicus

## Nabijgelegen kernen
Ukkel, Drogenbos, Beersel, Alsemberg, Sint-Genesius-Rode